# Маракулин, Александр Леонидович
Александр Леонидович Маракулин (род. 24 марта 1973, Куйбышев) — российский актёр и певец, ведущий артист московских мюзиклов. Наиболее известен благодаря ролям в постановках «Нотр-Дам де Пари», «Ромео и Джульетта», «Преступление и наказание», «Монте-Кристо», «Анна Каренина».

## Биография
Александр Маракулин родился 24 марта 1973 года в г. Куйбышеве (ныне Самара). Окончил музыкальную школу по классу скрипки и 2 курса режиссёрского отделения Самарского института искусств и культуры. В 1992 году приехал поступать в Москву в театральный вуз на актёрский факультет, но не поступил. Осенью того же года РАТИ объявил донабор на факультет музыкального театра по специальности «Актёр музыкального театра». Александр Маракулин был зачислен на курс Тителя и Ясуловича и проучился там с 1992 год по 1997 год.
Во время учёбы на втором курсе участвовал в постановке «Годспелл» на английском языке. На последнем курсе РАТИ принял участие в постановке Музыкального театра К. С. Станиславского и Вл. И. Немировича-Данченко «Свадьба Фигаро» — за роль графа Альмавивы был удостоен премии в категории «Лучший дебют в музыкальном театре» на фестивале «Московские дебюты». После окончания обучения, начиная с 1997 года, работал в театре-кабаре Григория Гурвича «Летучая мышь», где к моменту закрытия театра принимал участие практически во всех постановках. После смерти Григория Гурвича театр просуществовал недолго — последний спектакль « Шанс» состоялся в декабре 2001 года. Параллельно с работой в театре являлся лидер-вокалистом в трио «Чужие», в составе которого выпустил альбом «Подполье».
С 2002 года исполнял роль архидьякона Клода Фролло в русской версии французского мюзикла «Нотр-Дам де Пари» на сцене «Московской Оперетты» с песней Belle. Входил в первый состав, работал на премьерном спектакле и исполнил партии в официальном аудио-альбоме мюзикла.
С 2004 года исполнял роль графа Капулетти в российской версии французского мюзикла «Ромео и Джульетта» в первом составе, также на сцене «Московской Оперетты». В гастрольных версиях мюзикла также исполнял роль Принца Веронского.
Принял участие в записи рок-оперы Эдуарда Артемьева, на либретто Юрия Рященцева и Марка Розовского «Преступление и наказание», исполнив партию Свидригайлова. Презентация альбома состоялась в 2007 году.
С 1 октября 2008 года исполняет роль королевского прокурора Нуартье (по книге — Жерар) де Вильфора в мюзикле «Монте Кристо». Также являлся исполнителем роли прокурора в демо-версии спектакля.
С 2009 года является художественным руководителем компании «Musical Trade Company». Под эгидой этой компании исполняет роли в российской версии мюзикла «Кабаре» (роль: Эрнст Людвиг) и в гастрольной версии мюзикла «Три мушкетёра» Максима Дунаевского, в котором исполняет роли Атоса и кардинала Ришельё, а также в роли режиссёра-постановщика.
С октября 2012 года по июль 2016 и с октября 2021 года исполняет роль князя Радзивилла в мюзикле «Граф Орлов». С марта 2016 года также исполняет роль Свидригайлова в рок-опере «Преступление и наказание» в Московском театре мюзикла. В записи альбома к этому спектаклю он участвовал ранее.
С октября 2016 года играет роль Алексея Каренина в мюзикле «Анна Каренина».
В 2018 году принимает участие в концертной версии мюзикла «Тетрадь Смерти» продюсерского центра «Пентаграмма».

## Семья и личная жизнь
- Отец — Леонид Кириллович Маракулин.

- Мама — Елена Степановна Маракулина (в девичестве — Алисова).

Женат, есть дочь Мария.

## Признание и награды
- диплом фестиваля памяти Высоцкого «Эра милосердия» за ансамблевую работу всем исполнителям мюзикла «Годспелл».
- премия фестиваля «Московские Дебюты» по итогам сезона 1996—1997 гг. за лучший дебют в музыкальном театре (роль графа Альмавивы в «Свадьбе Фигаро»)[7].
- номинация на «Золотую маску» сезона 2001—2002 гг. за лучшую мужскую роль в музыкальном театре (Клод Фролло в мюзикле «Нотр-Дам де Пари»)[8].
- лауреат премии «Любимый артист зрителей», приуроченная ко дню мюзикла в России, в 2011 году[9][10].

## Творчество

### Роли в театре
| Место работы                                               | Спектакль                                  | Роль |
| ---------------------------------------------------------- | ------------------------------------------ | --- |
| Учебный театр РАТИ                                         | «Годспелл»                                 | Стивен Натан (Иисус) |
| Музыкальный театр им. Станиславского и Немировича-Данченко | «Свадьба Фигаро»                           | Граф Альмавива |
| Театр-кабаре «Летучая мышь»                                | «Вам позволено переиграть»                 | Роли второго плана, с ноября 2000 года Ганнес Кюрман (главная роль)                                                                                 |
| Театр-кабаре «Летучая мышь»                                | «Это — шоу-бизнес!»                        | Иуда, погонщик из «Человека из Ламанчи» и другие.                                                                                                   |
| Театр-кабаре «Летучая мышь»                                | «Волшебное путешествие»                    | Роли одного из рассказчиков, Дедушки Эльфа, Пирата, Короля, Повара и других (введен с 2000 года)                                                    |
| Театр-кабаре «Летучая мышь»                                | «100 лет кабаре»                           | В номере «Пластинка» АМ пел в образе Элвиса Пресли суперхит «Only you» и песню Чабби Чекера «Let’s Twist Again»                                     |
| Театр-кабаре «Летучая мышь»                                | «Великая иллюзия»                          | Мушкетёр из «Трёх мушкетёров», солист в «Old Man River» из «Showboat», Андрэ, Эрик из «Призрака оперы» и другие                                     |
| Театр-кабаре «Летучая мышь»                                | «Я стэпую по Москве»                       | Артист Валера, режиссёр-эмигрант Алик Мыльников, утопический Министр государственного спокойствия, двойник Чехова и другие (введен после 1999 года) |
| Театр-кабаре «Летучая мышь»                                | «Шанс»                                     | В первой редакции Боб — сноб, затем Зак (главная роль)                                                                                              |
| «Московская Оперетта»                                      | «Нотр-Дам де Пари»                         | Клод Фролло |
| «Московская Оперетта»                                      | «Ромео и Джульетта»                        | Граф Капулетти |
| «Московская Оперетта»                                      | «Монте-Кристо»                             | Нуартье (по книге — Жерар) де Вильфор |
| Musical Trade Company                                      | «Кабаре»                                   | Эрнст Людвиг |
| Musical Trade Company                                      | «Три мушкетёра»                            | Кардинал Ришельё, Атос |
| «Московская Оперетта»                                      | «Граф Орлов»                               | Кароль Станислав Радзивил |
| Московский театр мюзикла                                   | «Преступление и наказание»                 | Свидригайлов |
| «Московская Оперетта»                                      | «Анна Каренина»                            | Алексей Каренин |
| Продюсерский центр «Пентаграмма»                           | Концертная версия мюзикла «Тетрадь смерти» | Соитиро Ягами |
| Московский Дворец Молодёжи                                 | «Шахматы»                                  | Молоков |

### Фильмография
| Год              | Фильм                               | Роль                      |
| ---------------- | ----------------------------------- | ------------------------- |
| 2000             | Игра в любовь                       | эпизодическая роль        |
| 1996             | «Горбун из Нотр-Дама»               | гаргулья Виктор (озвучка) |
| 22 сентября 2018 | Видеоверсия мюзикла «Анна Каренина» | Алексей Каренин           |

### Альбомы
| Год      | Название                                               | Прочее                                                                                                 |
| -------- | ------------------------------------------------------ | --- |
| 2000     | «Подполье»                                             | в составе трио «Чужие»                                                                                 |
| 2004     | «Звезды Notre Dame. Песни для взрослых»                | «Вечная любовь» (вместе с Александром Постоленко и Антоном Макарским), «Там, где нет тебя», «Мой путь» |
| 2005     | «Romeo & Juliette. Полная русская версия»              | исполнил партию графа Капулетти                                                                        |
| 2007     | «Антон Макарский. Песни из…»                           | Belle                                                                                                  |
| 2007     | рок-опера Эдуарда Артемьева «Преступление и наказание» | исполнил партию Господина                                                                              |
| 2009 год | «Монте Кристо»                                         | исполнил партию Вильфора                                                                               |
| 2013     | «Граф Орлов»                                           | исполнил партию князя Радзивилла                                                                       |